# Operazione Flax
Operazione Flax è il nome in codice di una serie di azioni coordinate dal comando della WDAF (Western Desert Air Force) e dal comando USAAF in Africa settentrionale durante la seconda guerra mondiale, per devitalizzare il sistema di trasporto aereo dell'Asse per rifornire le truppe operanti in Tunisia. Scattata il 5 aprile 1943 terminò agli inizi di maggio, con la fine della resistenza italo tedesca in Tunisia.

## La situazione sul campo
La risposta immediata dell'Asse agli sbarchi alleati in Algeria, Tunisia e Marocco (Operazione Torch), nei primi giorni di novembre del 1942, era stata possibile grazie alla temporanea impotenza della piazzaforte di Malta, che dopo i disastri dei convogli Harpoon e Vigorous in giugno e Pedestal in agosto, era in forti difficoltà. La situazione cominciò a migliorare con l'arrivo del convoglio Stoneange, giunto indenne nell'isola. Alla fine di novembre la Royal Navy fu in grado di costituire una divisione di incrociatori (la Forza K) dislocata a La Valletta, e nel contempo schierò nel porto di Bona da poco occupato una seconda divisione, la Forza Q. L'atteggiamento rinunciatario e prudente della Regia Marina italiana, che avrebbe ancora potuto opporsi vigorosamente all'attività britannica, facilitò non poco le cose agli incrociatori di Sua Maestà. Già in dicembre le perdite di navi mercantili dell'Asse, impegnate nel rifornimento sia delle truppe in Tunisia (la 1ª Armata italiana e la 5ª Armata tedesca), sia i resti dell'ACIT, in ritirata dalla Libia, erano difficilmente sostenibili nel lungo periodo. La potenza aerea alleata, in costante e progressiva crescita, permetteva alle navi da guerra britanniche di operare indisturbate, e vedeva anche una serie di efficaci attacchi che ridussero drasticamente le capacità di scarico dei porti tunisini nelle mani dell'Asse. Le gravi perdite sulla "rotta della morte" (così chiamato il tratto di mare che separava la Sicilia dalla Tunisia) indussero gli italo tedeschi a pianificare una serie di rifornimenti per via aerea. Sia gli italiani che i tedeschi avevano già una notevole esperienza sul campo. I primi convogli aerei riusciranno a raggiungere quasi indenni gli aeroporti tunisini, ma questa situazione sarebbe durata ben poco. Già dalla metà di novembre le perdite cominciano a crescere considerevolmente.

### I mezzi aerei
- Asse: La Regia Aeronautica disponeva di un numero inadeguato di aerei da trasporto, che però erano di discreta qualità, soprattutto il Savoia-Marchetti S.M.82. Le forze da trasporto erano divise fra i reparti in carico ai SAS (Servizi Aerei Speciali, che comprendevano anche i Nuclei Ala Littoria, LATI ed ALI). Alla vigilia dell'operazione Flax i SAS disponevano di circa 140 plurimotori da trasporto schierati in Sicilia. Oltre ai capaci S.M.82 erano schierati i Fiat G.12, moderni trimotori da trasporto civile militarizzati, non molti Savoia-Marchetti S.M.75 provenienti  anch'essi dalle linee civili e ancor meno Savoia-Marchetti S.M.81, affidabili ma antiquati. Tutti questi aeroplani erano lenti e dotati di un armamento difensivo inadeguato. Le perdite sempre maggiori, aumentate considerevolmente nel dicembre 1942 e nel primo bimestre 1943 costrinsero i comandi a "raschiare il fondo del barile". Quanto ai reparti da caccia, che dovevano fornire gli aeroplani che si sarebbero occupati del servizio di scorta, la situazione era piuttosto sconfortante. Reparti esauriti che non riuscivano a ripianare le perdite, erano dotati solo in parte di apparecchi moderni. La scorta ai convogli, sia navali che aerei, era estremamente logorante. Nelle fasi iniziali le scorte ai trasporti erano poco numerose, e affidate a un caccia ormai di seconda linea come il Macchi M.C.200. La crescente aggressività degli aerei alleati costrinse a impegnare grossi numeri di caccia, principalmente i Macchi M.C.202, ancora competitivi ma con un debole armamento, e alcuni esemplari del nuovo Macchi M.C.205, che in quelle settimane entrava progressivamente in servizio nelle file del 1º e del 51º stormo. Per quanto riguarda la Luftwaffe, già nel novembre 1942 nel Mediterraneo erano presenti oltre 300 aerei da trasporto (di cui 200 di pronto impiego), numero che raddoppiò gioco forza entro fine novembre per la situazione in nord Africa. Oltre agli onnipresenti Junkers Ju 52 erano disponibili anche i più grossi e moderni Junkers Ju 290, e un certo numero dei giganteschi esamotori Messerschmitt Me 323 Gigant, dotati di enorme capacità di carico ma estremamente vulnerabili. I tedeschi avevano anche a disposizione una squadriglia equipaggiata con gli italiani S.M. 82, molto apprezzati per le buone caratteristiche di carico e aeronautiche. L'aviazione da trasporto tedesca ottenne risultati maggiori in virtù del maggiore numero di apparecchi, ma anche della maggiore organizzazione. In proporzione anche le perdite furono più pesanti. I reparti da caccia della Luftwaffe, più numerosi e meglio equipaggiati di quelli dell'esangue Regia Aeronautica, pagarono anch'essi un pesante tributo. Protagonisti assoluti furono i Messerschmitt Me 109, nelle varianti F e G, ma anche i Focke-Wulf Fw 190. Non mancarono nei convogli di scorta i caccia pesanti Messerschmitt Bf 110 e Me 210, superati i primi e insufficienti i secondi.
- Alleati: la superiorità numerica, e spesso anche qualitativa dei mezzi aerei anglo americani crebbe con ritmo esponenziale negli ultimi mesi del 1942. La possibilità per i bombardieri statunitensi di utilizzare gli aeroporti militari del nord Africa (in Algeria e Tunisia, e in seguito in Libia) mise l'Italia sotto tiro come mai prima di allora. Fra i nemici mortali dei convogli aerei (ma anche navali) la RAF poteva annoverare il versatilissimo bimotore Bristol Beaufighter, attrezzato anche per la caccia notturna e pesantemente armato. L'USAAF da parte sua disponeva di un altro micidiale caccia a lungo raggio, il Lockheed P-38 Lightning, dotato di notevole autonomia e in grado di tenere testa ai più moderni monomotori italiani e tedeschi anche nel combattimento manovrato. Quando la WDAF fu in grado di operare sui campi d'aviazione della Tripolitania e su quelli tunisini appena conquistati, entrarono in azione anche i Supermarine Spitfire (principalmente i Mk.V, ma anche i primi Mk.IX) e i Curtiss P-40 nelle varianti da combattimento e da intercettazione. In alcuni casi parteciparono alle azioni anche i bimotori da bombardamento B-25 e B-26, che con le numerose mitragliatrici di bordo risultavano esiziali nei confronti dei vulnerabili aerei da trasporto.

## Scatta l'operazioneFlax
Dopo un attento studio dei movimenti aerei dell'Asse, e una lunga serie di combattimenti occasionali, i comandi aerei alleati diedero il via a un'operazione pianificata per eliminare sistematicamente i trasporti italo tedeschi e indebolire la loro scorta.
- - 5 aprile: una grossa formazione di P-38 viene inviata di pattuglia sulla direttrice Tunisi-Biserta: viene assalito un grosso convoglio di una sessantina di Ju 52 scortato a distanza da una trentina fra Me 109, Fw 190, Ju 87 e Fw 187, che cooperavano anche alla protezione di un convoglio navale. I piloti dei caccia pesanti americani rivendicano l'abbattimento di almeno trenta aerei, fra trasporti e caccia di scorta. Questa vasta azione fu coordinata con attacchi di bombardieri sugli approdi tunisini e sugli aeroporti (Su El Alouina ventitré Flyng Fortress distruggono 5 trasporti di un aeroconvoglio italiano), e con un'azione diversiva in grande stile da parte di oltre ottanta Spitfire del 242nd Group che tengono impegnata la caccia dell'Asse. Anche gli aeroporti della Sicilia occidentale vengono pesantemente attaccati, ma le vittorie rivendicate dagli alleati sono esagerate, anche se le perdite inflitte al nemico rimangono molto pesanti.
  - 8 aprile: cinquantadue Ju 52 riescono a trasportare indenni in Tunisia oltre 65.000 litri di carburante. Per l'aviazione alleata è uno smacco.
  - 10 aprile: i Kittyhawk del 7th wing della SAAF (la forza aerea sudafricana) intercettano due grossi aeroconvogli formati da settantotto JU 52 e una quarantina di aerei di altro tipo, dichiarando di avere abbattuto una quarantina di trimotori tedeschi oltre a dieci caccia di scorta e tre bombardieri Junkers Ju 88. Nel settore di Biserta i P-38 americani attaccano un convoglio di venti trimotori fra S.M.82 e S.M.75, scortati da cinque patetici Macchi M.C.200, e abbattono dieci trimotori colpendo quasi tutti gli altri.
  - 13 aprile: undici S.M.82 vengono distrutti e altri quattro danneggiati in un pesante bombardamento sull'aeroporto di Castelvetrano.
  - 16 aprile: otto S.M. 82 vengono sorpresi senza scorta presso Capo Bon; quattro sono abbattuti e quattro danneggiati.
  - 17 aprile: tre Macchi M.C.202 del CLI gruppo caccia in protezione a un convoglio navale si scagliano contro una grossa formazione di P-40 che si preparava all'attacco, abbattendo due avversari e colpendone altri cinque senza perdite.
  - 18 aprile: massacro del giorno delle Palme. Durante la mattina la seconda Luftflotte riesce a far passare un grosso convoglio senza danni. Quando però verso le 15 si riuniscono 65 Ju 52 con circa quaranta fra Me 109 e 110 di scorta, mentre puntano verso la Sicilia occidentale vengono intercettati da quattro squadroni di Kittyhawk protetti in quota da numerosi Spitfire. Mentre questi impegnano la scorta, i P-40 si avventano sugli indifesi Ju 52 aprendo una vera mattanza. Il risultato effettivo, esagerato oltre misura secondo le consuetudini della propaganda, è l'abbattimento di una cinquantina di aerei fra trasporti e caccia di scorta. La WDAF ammette la perdita di soli sei P-40 e uno Spitfire.
  - 19 aprile: sedici trasporti italiani, scortati da sei Macchi M.C.200 e sei Macchi M.C.202, vengono intercettati a più riprese da pattuglioni di P-40 e di Spitfire mentre si avvicinano alla costa ci Capo Bon. Dodici vengono abbattuti, mentre qualche perdita viene probabilmente inflitta agli aggressori dalla scorta.
  - 22 aprile: i tedeschi fanno un disperato tentativo di far giungere delle aliquote di carburante preziosissime per le forze dell'Asse ormai a secco. Viene approntato un convoglio di ventuno Me 323 fortemente scortato da Me 109 del II Luftkorps e Macchi M.C. 202 del CLI gruppo caccia. Secondo copione la grande formazione viene intercettata da un nugolo di P-40 (quattro squadroni) scortati da almeno due squadrons di Spitfire. Secondo una tecnica ormai collaudata i veloci e manovrieri "Spit" affrontano e tengono impegnata la scorta, mentre i poco maneggevoli ma potenti P-40 si dedicano ai trasporti. In questo caso gli enormi Me 323 sono prede anche troppo vulnerabili, e uno dopo l'altro vengono tutti abbattuti. I sudafricani ammettono la perdita di 4 P-40 contro nove Me 109, un M.C.202, e un fantasioso Re.2001 (non risulta ve ne fossero operativi in quel settore). Dopo questo disastro i grandi convogli diurni vengono sospesi. Si adottano nuove strategie, prevedendo voli notturni di piccole formazioni, a bassissima quota per evitare i radar alleati, sia quelli a terra sia quelli dei micidiali Beaufighter. Questo nuovo sistema operativo mette in difficoltà gli ormai sparuti reparti dei SAS, a corto di personale sufficientemente addestrato al volo notturno.
  - 29 aprile: quattro macchi M.C.202 decollati da Pantelleria per scortare un piccolo convoglio entrano in azione contro una grossa formazione di bombardieri americani fortemente scortata, riuscendo ad abbattere tre caccia P-38.
  - 30 aprile: sette M.C.202 del CLI gruppo e cinque M.C.205 del 1º Stormo affrontano in combattimento una formazione mista di P-40 e Spitifire della WDAF, che aveva attaccato un piccolo convoglio navale di pontoni e motopescherecci. I caccia italiani abbattono uno Spitfire e danneggiano un P-40.
  - 5 maggio: il comandante dell'Aeronautica Sicilia informa il comando supremo della Regia Aeronautica di non essere più in grado di assicurare la scorta agli aerei da trasporto (la sera del quattro appena 25 trasporti sono in grado di volare). All'alba dello stesso giorno era partito l'ultimo convoglio organizzato, con sei S.M.82 scortati da sedici M.C.202 del 1º Stormo. Attaccati da una grossa formazione di P-38, tre venivano abbattuti assieme a due caccia di scorta.

### Epilogo
Dal 5 all'11 maggio gli alleati eseguirono pesanti e sistematici bombardamenti su tutti gli aeroporti della Sicilia, ma anche i campi d'aviazione della Sardegna, che ancora fornivano appoggio. Il 10 i caccia britannici abbattono un Fw 190 e due Ju 52 che ancora ardivano volare sul cielo tunisino nella speranza di trasportare in salvo qualcuno delle truppe residue, destinate alla prigionia. L'ultimo aereo italiano, un S.M.75, aveva lasciato la Tunisia l'8 maggio.
Dopo la resa, sugli aeroporti e nei campi di battaglia tunisini gli alleati trovarono i relitti di oltre seicento aerei dell'Asse, tra cui alcuni dei 371 trasporti tedeschi e degli 82 italiani.